# В'юг
В'юг (рос. Вьюг) — річка у Кіровській області (Кільмезький район), Росія, права притока Ідика.
Довжина річки становить 10 км. Бере початок за 6 км на південний захід від присілку Такашур посеред лісових масивів на території Кізнерського району. Через 0,5 км входить на територію Кіровської області. Впадає до Ідика навпроти присілку Гарі. Напрямок річки на північний схід та північ. Нижня течія заболочена. Приймає декілька дрібних та коротких приток. Береги річки лісисті та незаселені.